# 堀越高等學校
堀越高级中学（日语：／ Horikoshi Kōtō Gakkō）是日本一所位于东京都中野区中央二丁目的私立学校。学校的运营者为堀越学园学校法人。

## 沿革

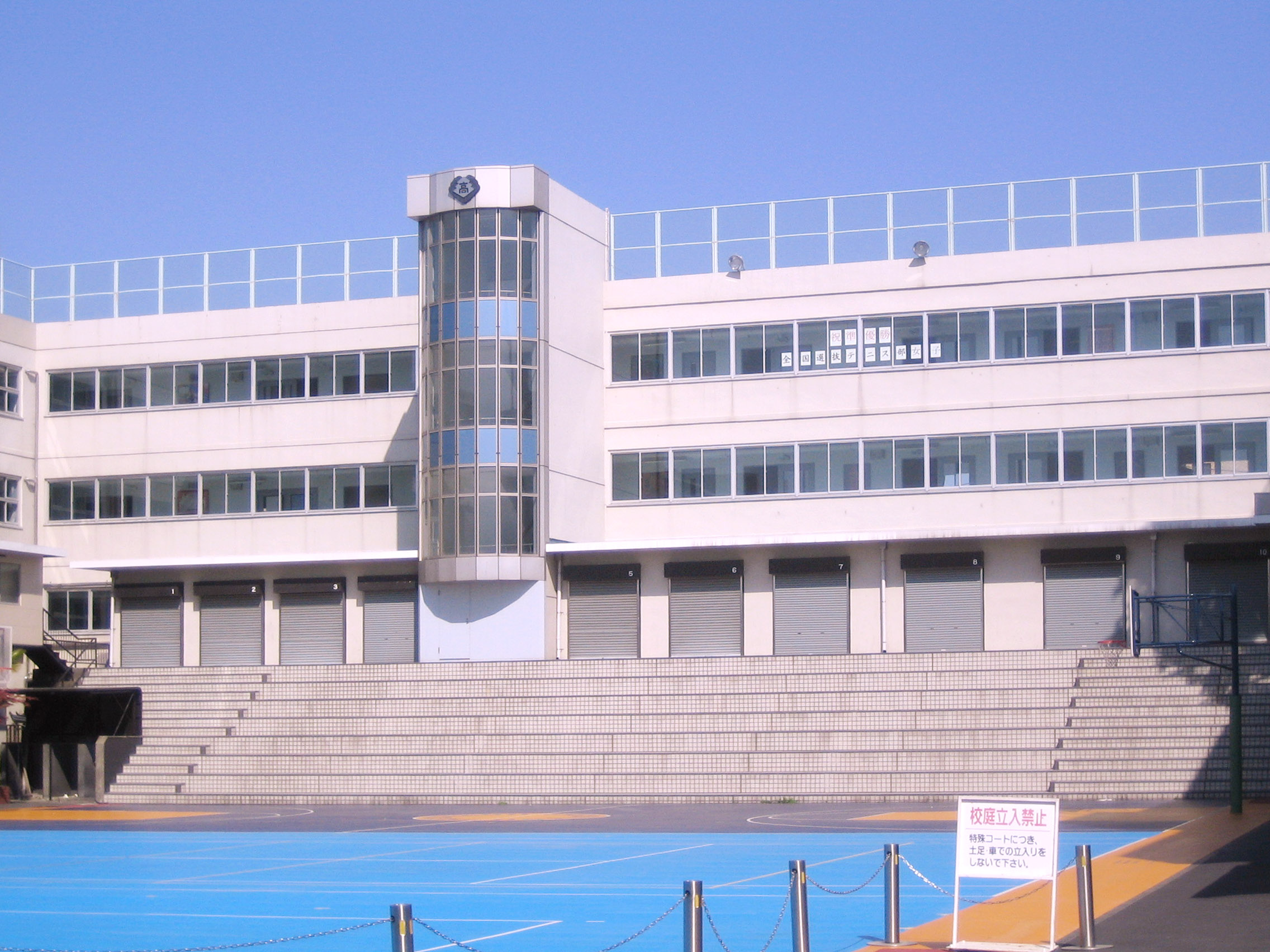
堀越高等学校

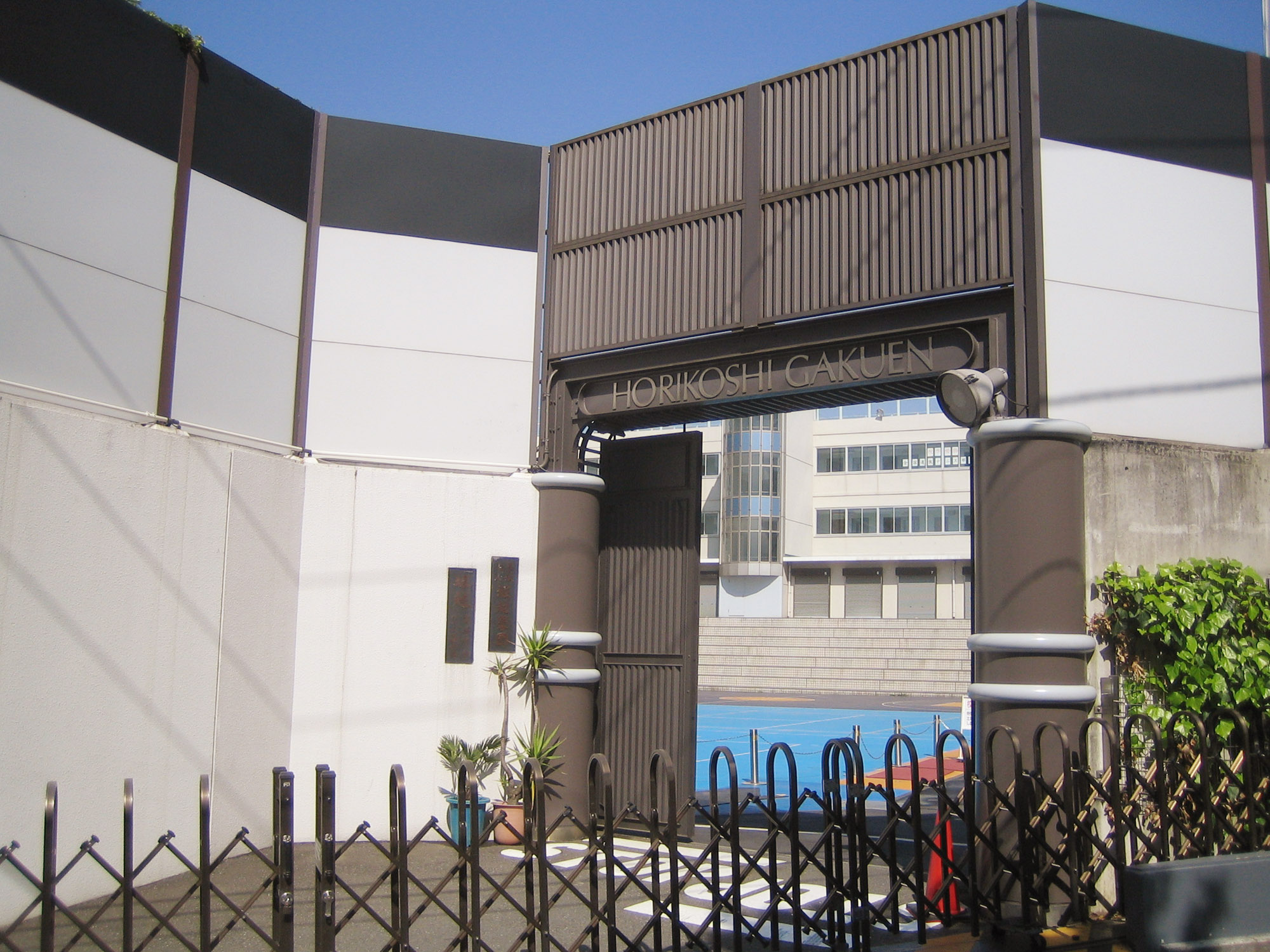
校門

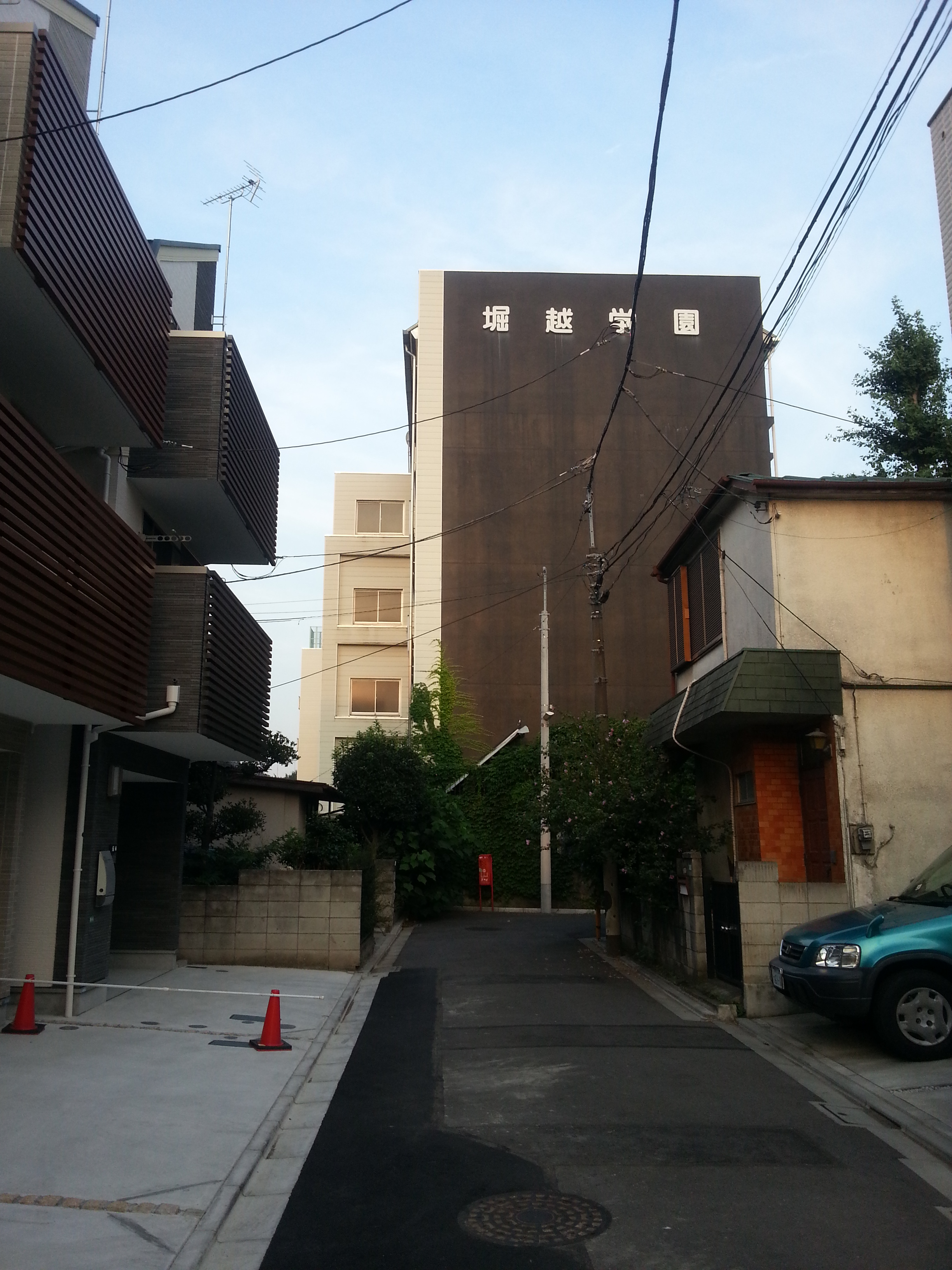
外牆

- 1923年4月 以堀越高等女子學校的名稱創立。
- 1947年～1948年 根據新學制改組為堀越中學校及堀越高等學校。
- 1951年3月 根據私立學校法的制定，改為學校法人堀越學園。
- 1955年4月 開始高校定時制課程。
- 1957年4月 設立男生部。
- 1959年9月 開設普通科及商科課程。
- 1973年4月 創立50週年。教職員到歐洲各國視察一個月。開設體育課程及藝能課程。
- 1982年8月 在全日本學生油畫比賽，獲得Grand Prix最優秀獎。
- 1986年3月 男子網球部，在第8次全國高校網球選拔大會獲得首次優勝。
- 1986年8月 男子網球部（個人及團體），獲得全國高校總冠軍。
- 1987年3月 廢除中學部。
- 1987年8月 男子網球部再次獲得全國高校總冠軍。
- 1988年8月 男子網球部第三次獲得全國高校總冠軍。
- 1990年8月 美術部在學展3部門獲得Grand Prix獎。男子硬式網球部獲得全國高校總冠軍。
- 1992年8月 校舍外部，食堂，看台等改裝工程竣工。美術部在學展「設計」部門獲得Grand Prix獎，及最優秀學校獎。
- 1996年4月 更改課程名稱。2名畢業生（野村智宏，鈴木貴男）參加亞特蘭大奧林匹克運動會。
- 1997年8月 美術部獲學展「油畫」部門Grand Prix獎。
- 1998年8月 網球部(男·女團體) 獲得全國高校總冠軍。
- 1999年8月 美術部，獲學展「設計」及「雕刻」部門Grand Prix獎，最優秀學校獎。
- 2001年7月 21世紀紀念大教室（2001 GEDENK HALLE，八王子市）竣工。
- 2001年8月 美術部獲得學展最優秀學校獎。
- 2003年8月 美術部獲得學展最優秀學校獎。

## 課程

### 全日制課程

#### 升學、就業選擇課程
是為準備升讀大學，或仍然未決定將來出路的高校生而設的課程。

#### 體育課程
專為希望在體育界發展的學生而設。而學校內亦有由此課程的學生組成的課外活動。另外，足球，棒球及田徑部的授課都在八王子市高尾的穎明館高校校園內進行，因此此課程的學生可以被視作與中野本校完全不同學校的學生。

#### TRAIT課程（舊稱「藝能課程」）
為同時是演員或歌手等的高校生而設。課程採取學分制。可選擇的學科比一般課程多，以彈性較高的課程提高學生的學習意欲。另外，因應學生藝能活動的需要，課程亦有教授問候方式等的禮儀。

## 課外活動
棒球部
- 參加選拔高等學校野球大會（1969年：準優勝、1970年、1975年、1988年、1992年）
- 參加全國高等學校野球選手權大會（1967年、1975年、1988年、1993年、1997年）

足球部
- 參加全國高等學校足球選手權大會(1989年、1991年)
- 參加全國高等學校聯合體育大會(1995年)

## 關連校
- 穎明館高等学校

## 著名畢業生、在學生

### 運動
- 松木安太郎 - 足球評述員、運動節目主持人、前J LEAGUE監督。藝人以外唯一藝人課程（現・TRAIT課程）出身者。
- 立石智紀 - 古河市原・千葉選手。
- 井端弘和 - 中日龍選手。
- 岩隈久志 - 西雅圖水手隊選手。
- 野村克則 - 東北樂天金鷹選手。
- 猪俣隆 - 前阪神虎投手。

### 男藝人
1950年代出生
| - 野口五郎 - 鄉廣美 | - 相崎進也 - 玉元正男 | - 江籐博利 - 小林覺 |

1960年代出生
| - 真田廣之 - 曾我泰久 - 光一平 | - 川崎麻世 - 永瀨正敏 | - 長谷部徹 - 竹本孝之 |

1970年代出生
| - 稻垣吾郎 - 原知宏 - 赤阪晃 - 真木藏人（中途退學） | - 草彅剛 - 堂本剛 - 佐籐敦啟 - 長瀨智也（中途退學） | - 松岡昌宏 - 筒井道隆 - 市川海老藏 (11代目) |

1980年代出生
| - 岡田准一 - 生田斗真 - 山下智久 - 高橋一生 - 北山宏光 - 小池徹平（插班） - 手越祐也（插班） - 松本潤 - 城田優 | - 若葉龍也 - 山下翔央 - 東新良和 - 山崎裕太 - 山下亨（中途退學） - 長谷川純 - 中村勘太郎 - 中村七之助 - 秋山純 | - 田中聖 - 小柳友（中途退學） - 小濱良太（中途退學） - 藤原龍也（中途退學） - 松田龍平（中途退學） - 塚本高史（中途退學） - 德山秀典（中途退學） - 市原隼人（轉至Clark紀念國際高等學校） |

1990年代出生
| - 藪宏太 - 小田摑 - 安達大 - 松本唯 - 八乙女光 - 八木勇征 - 鮎川太陽 - 三浦春馬 - 青柳壘斗 - 戶谷公人 - 籐間貴彥 - 梁川利浩 - 長島琢磨 - 柳樂優彌 - 布川隼汰 - 永嵨柊吾 - 下垣內純 - 有岡大貴 - 中島裕翔 - 山田涼介 - 知念侑李 - 野村周平 - 入江甚儀 | - 西井幸人 - 阪本獎悟 - 佐藤勝利 - 松村北斗 - 京本大我 - 田中樹 - 須賀健太 - 神木隆之介 - 森本慎太郎 - 鈴木龍之助 - 登野城佑真 - 森本龍太郎 - 高橋海人 |

2000年代出生